# بنبان قصير الزعانف
بنبان قصير الزعانف (الاسم العلمي: Trachinotus teraia) (بالإنجليزية: Shortfin pompano)‏ هو نوع من الأسماك يتبع جنس البنبان من فصيلة الشيميات.